# Sofía Macías
Sofía Macías (Cidade do México, 25 de agosto de 1984) é uma jornalista e escritora mexicana, especialista em educação financeira e autora do best-seller Pequeno Porco Capitalista (México 2011), livro de finanças pessoais com mais de 200 mil cópias vendidas no México.

## Biografia
Estudou jornalismo na Escola de Jornalismo Carlos Septién García e realizou um mestrado em Administração de Negócios (MBA) na Escola Superior de Comércio de Rennes na França (ESC Rennes Business School).
Desde 2006 tem colaborado em diferentes meios mexicanos e estrangeiros. Foi editora de capa do jornal financeiro mexicano O Economista e tem escrito para o El País, Revista Entrepreneur, Expansão e Rolling Stone e para a estação radiofónica financeira Onda Investimento em Espanha. 
Também escreveu Pequeno Porco Capitalista Investimentos e livro agenda Pequeno Porco Capitalista, que se publica ano a ano desde 2013 pelo selo Aguilar da editorial Penguin Random House.
Segundo a Encuesta Nacional de Inclusão Financeira 2015 44% dos adultos no México poupa. E de acordo com Forbes México, Sofía Macías tem conseguido mudar as práticas financeiras de milhares de pessoas que se beneficiaram com suas recomendações.
Pequeno Porco Capitalista surgiu de um blog em 2008 e anos depois converteu-se numa série de livros de poupança e investimentos não só são textos, mas sim uma filosofia de vida para sua autora e milhares de leitores. Levou a obra Pequeno Porco Capitalista a publicar-se em Espanha em 2014 e a Itália em 2016.
De acordo com Expansão o livro Pequeno Porco Capitalista é uma leitura obrigada no Tecnológico de Monterrey, a Universidade Nacional Autónoma de México (UNAM) e o Instituto Politécnico Nacional (IPN). Tem apresentado o livro em diversas universidades como a Faculdade de Estudos Superiores (FÉS) Acatlán da Universidade Nacional Autónoma de México (UNAM), a Benemérita Universidade Autónoma de Povoa (BUAP), Universidade Pan-americana (UP), a Universidade Autónoma Benito Juárez de Oaxaca, a Universidade Anáhuac de Querétaro e a Universidade de Tijuana, entre outras instituições de educação superior.
Sofía Macías apresentou-o em feiras de livro como Guadalajara, Monterrey, Mérida, Monterrey, Leão, entre outras cidades.
Tem participado como conferencista em foruns como na Semana Nacional do Empreendedor desde 2014, no Primeiro Congresso Latino-americano de Educação e Inclusão Financeira da Federação Latino-americana de Bancos (FELABAN) em 2015, na 51 Reunião Anual do Banco Interamericano de Desenvolvimento (BID), no Museu Interactivo de Economia (MEDE) como organizadora do Seminário Deja tu lo guapo, Sou Empreendedor!, na Comissão Nacional Bancária e de Valores (CNBV), no Senado da República, na Semana Nacional de Educação Financeira com a Comissão Nacional de Utentes de Serviços Financeiros (CONDUSEF), em reuniões e congressos de câmaras empresariais como na Confederação Patronal da República Mexicana (COPARMEX) e na Câmara Nacional da Indústria da Transformação (CANACINTRA), e na Carteira de Valores de México.
Em 2011, a Secretaria de Fazenda e Crédito Público convidou-a a participar como assessora da Estratégia Nacional de Educação Financeira.
Foi uma das 30 promessas de 2015: o talento que transformará México. Mentes de menos de 40 anos comprometidas com seu meio de acordo com Expansão.
É embaixadora da Global Money Week organizada por Child and Youth Finance International desde 2014.
Participou como júri em The Venture México e foi porta-voz e responsável por conteúdo de Consumo Inteligente, o programa de educação financeira de MasterCard de 2008 a 2016.
Em 2017 iniciou Tenho Iniciativa, uma série de livros de texto para educação básica sobre educação financeira, empreendimento e habilidades sociais com Editorial SM. 